# Erlöserkirche (Kynšperk nad Ohří)

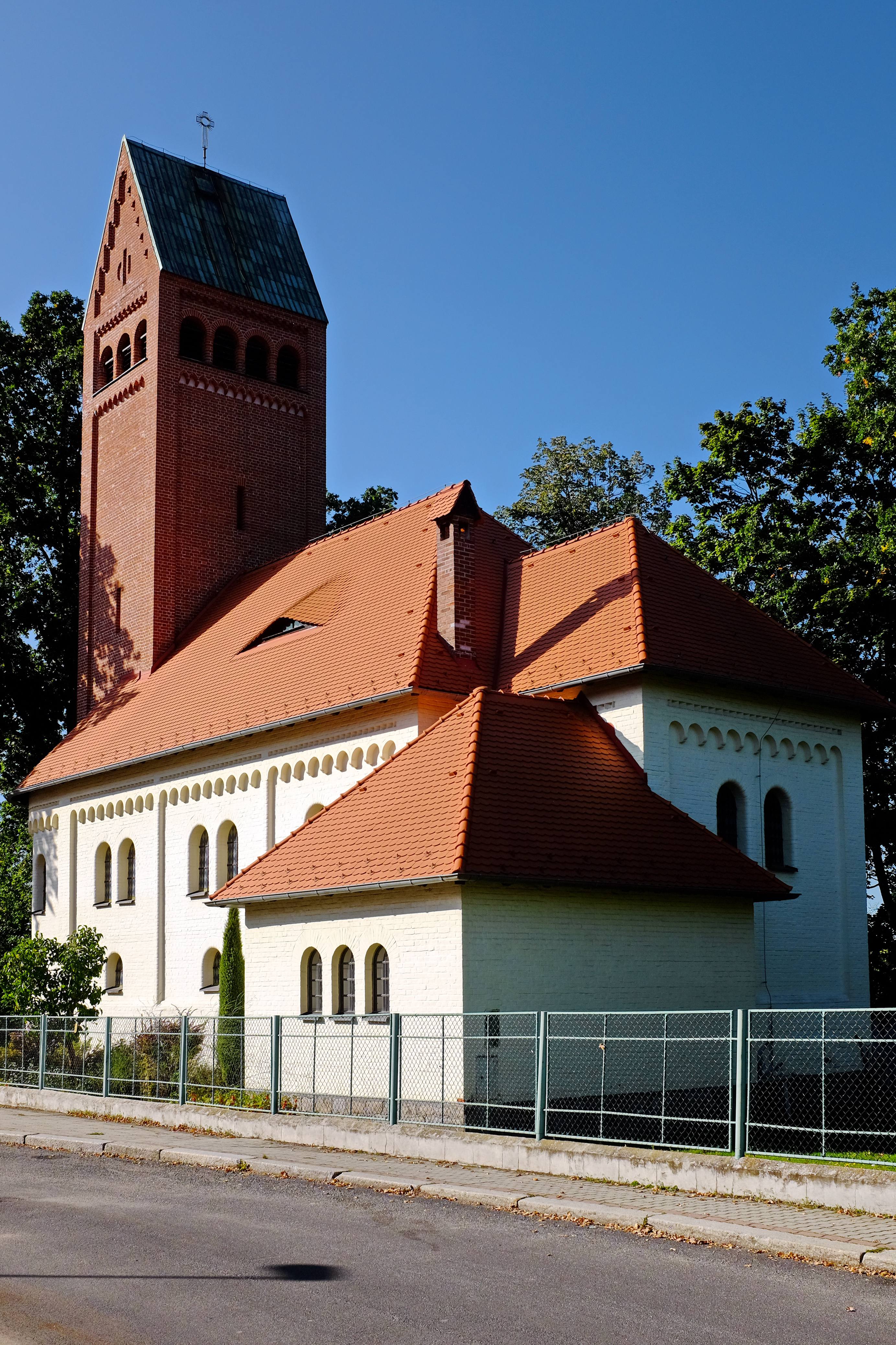
Erlöserkirche Königsberg an der Eger

Die Erlöserkirche ist die ehemalige evangelisch-lutherische Pfarrkirche von Kynšperk nad Ohří (deutsch Königsberg an der Eger) im Okres Sokolov in Tschechien. Sie gehörte der Evangelischen Superintendentur A. B. Westböhmen, bis 1945 der Deutschen Evangelischen Kirche in Böhmen, Mähren und Schlesien, seither der Evangelischen Kirche der Böhmischen Brüder an.

## Geschichte
Die Filialgemeinde der Thomaskirche von Falkenau an der Eger erhielt 1904, finanziell gefördert durch den Gustav-Adolf-Verein, nach Plänen von Ludwig Eisenlohr und Carl Weigle aus Stuttgart ihren Kirchenbau, einen einfachen Emporensaal in Sichtziegelmauerwerk in Formen des Rundbogenstils bzw. der Neuromanik. Im Jahre 2004 erfuhr der Kirchenbau eine durch den Deutsch-Tschechischen Zukunftsfonds geförderte Restaurierung.